# Syndicat des travailleurs et travailleuses du jeu vidéo
Ne doit pas être confondu avec Syndicat national du jeu vidéo.
Le Syndicat des travailleurs et travailleuses du jeu vidéo (ou STJV, parfois stylisé en S+JV) est un syndicat français de travailleurs dans le secteur du jeu vidéo. Il a été fondé le 11 septembre 2017.

## Contexte de la création
L'idée de la création du syndicat est née en 2016 lors de la loi El Khomri, et après un an d'échanges cette idée s'est concrétisée sur la création du syndicat STJV en septembre de l'année suivante,.
L'initiative de création d'un syndicat s'inscrit en partie en réaction aux ordonnances Macron réformant le marché du travail, et dans une volonté que l'industrie vidéo-ludique ne soit pas uniquement représentée par le Syndicat national du jeu vidéo (SNJV) considéré comme « le Medef du secteur » et qui est « destiné à défendre les intérêts de l'industrie - qui ne coïncident pas toujours avec ceux de ses travailleurs ».
La création du STJV s'est faite à l'initiative d'une trentaine de personnes issues de petits groupes distincts de développeurs. Le syndicat émerge de la volonté d'être représentés par d'autres personnes que leurs « patrons » et de « représenter tous ceux qui fabriquent le jeu vidéo en France, du salarié au contractuel en passant par le stagiaire ».
Le secteur employant entre 5 000 et 23 000 personnes et composé d'environ 830 entreprises, ou 10 000 emplois directs selon Gamekult.
Le syndicat critique l'absence de convention collective spécifique au jeu vidéo,, le secteur étant actuellement majoritairement sous la convention collective du Syntec (Convention collective pour le personnel des bureaux d'études techniques, des cabinets d'ingénieurs-conseils et des sociétés de conseils),.
Le STJV met en avant la « passion pour ce métier » pour leur « démarche de la défense des travailleurs et travailleuses de [l']industrie ».
La médiatisation des conditions de travail et du harcèlement au travail dans le secteur du jeu vidéo est un facteur de la création du STJV.

## Membres
À ses débuts, le syndicat était principalement composé de programmeurs, au détriment des autres corps de métiers du jeu vidéo comme les graphistes, les game designers, du fait de leur précarité dans l'emploi et de leur peur des conséquences d'une syndicalisation,. Les membres sont, à l'origine, une trentaine de personnes, principalement situés à Paris, avec des contacts en province.
Le montant des cotisations est libre.

## Objectifs
Le syndicat a globalement pour objet de permettre l'expression publique des travailleurs du jeu vidéo, d'aider les travailleurs et de fournir une information pour la défense et l'amélioration des conditions de travail,.
Les objectifs de représentation et de mise en avant des conditions des travailleurs du secteur du jeu vidéo par la voie syndicale sont considérés comme « n'ayant pas d’équivalent dans l’histoire ». Le STJV considère que son action doit s'inscrire dans trois domaines, trois sources de « situation de détresse » : les salaires, les heures supplémentaires et le management. Le STJV veut faire appliquer la loi et faire évoluer la législation. Partant du constat que le secteur était représenté uniquement par des syndicats d'employeurs (comme le SELL et le SNJV), le STJV veut être un interlocuteur des pouvoirs publics.
L'objectif du STJV se décline à moyen terme par la volonté d'« accueillir les personnes souhaitant rejoindre le STJV et produire et maintenir une base de documentation en ligne accessible à tous et répondre aux demandes d’aides », et à long terme il souhaite servir de réseau entre les salariés du secteur mais aussi mettre en avant des formes d'organisations alternatives pour la production de jeu, comme la société Motion-Twin.
L'objet du syndicat est de « constituer un pacte d’amitié, de solidarité et de défense mutuelle entre tous les travailleurs et travailleuses de l’industrie du jeu vidéo »,.

## Histoire
Le STJV a été créé en réaction au crunch et au harcèlement au travail, ainsi qu'à cause de l'accumulation d'heures supplémentaires non payés.
Le STJV défend son existence ainsi : « jusqu'ici, il n'existait aucune structure permettant aux travailleurs et travailleuses de l'industrie du jeu vidéo de s'exprimer publiquement et collectivement. Dans une pareille situation, seul le point de vue d'une frange réduite de l'industrie (par exemple éditeurs ou employeurs) peut être audible par la société et par le gouvernement ».
En février 2024, le syndicat publie une lettre mettant en cause les gestionnaires de Don't Nod Entertainment pour des cas de burnouts parmi les employés.

## Moyens et actions
Le STJV a pour but de constituer un pacte d’amitié, de solidarité et de défense mutuelle entre tous les travailleurs et travailleuses de l’industrie du jeu vidéo[réf. nécessaire].
Il défend la démocratie directe et l’autonomie des travailleurs et des travailleuses, qu'il considère comme des personnes politiquement majeures.

## Organisation, fonctionnement et gouvernance
Le syndicat est organisé autour de 3 organes : l'assemblée générale (AG), le comité d'animation (CA) et les commissions.

### Assemblée générale
Conformément aux statuts du syndicat, l'assemblée générale (AG) a pour rôle de prendre les décisions d'orientation générale à la majorité absolue, d’élire les membres du comité d'animation (CA) par jugement majoritaire, et de révoquer les membres du CA.
L'assemblée générale est constituée de tous les adhérents du STJV[source insuffisante].

### Assemblées locales
Les assemblées locales sont une sous-division de l'AG, regroupant les adhérents par région, elles ont pour rôle d'organiser des réunions à leur niveau, et rendent compte au CA des discussions et travaux[source insuffisante].

### Comité d'animation
Le comité d'animation (CA) a pour rôle d'informer les adhérents par compte rendu-mensuel, il valide la création de commissions, alloue le budget pour les assemblées locales et il peut prononcer des sanctions contre les adhérents.
Le CA est composé des membres élu par l'AG, ainsi que du secrétariat et de la trésorerie[source insuffisante]. Les prises de paroles au nom du syndicat font l'objet d'un mandat attribué par le CA[source insuffisante].

### Bureau
Le bureau est une structure faisant partie du CA, il comprend le secrétariat et la trésorerie[source insuffisante].

### Commissions
Les commissions sont des groupes de travail autonomes autour d'un objet de travail, elles peuvent être créées à l'initiative de tout membre. Elles informent les membres du syndicat de leur travail à travers des comptes-rendus[source insuffisante].
Le syndicat a créé en septembre 2019 une « commission étudiante » spécifiquement pour la population étudiante du secteur du jeu vidéo.

### Rattachement à une confédération de syndicat en France
Le STJV explique avoir fait le choix de ne pas avoir d'affiliation avec l'une des cinq principales confédérations syndicale en France (considérées comme « représentatives de droit » soit la CFE-CGC, la CFDT, la CFTC, la CGT, et la CGT-FO) pour ne pas « faire peur aux potentiel futurs adhérents » dans un secteur non habitué à être syndiqué et précisant que le jeu vidéo est un secteur assez spécifique pour un syndicat autonome,,.

## Liens avec l'organisationGame Workers Unite
Le STJV fait partie d'un groupe fédéré par le Game Workers Unite (GWU). Le Game Workers Unite (ou GWU) et le STJV ont lancé de concert en mai 2019 une enquête sur les métiers de l'écriture dans le jeu vidéo. Le STJV déclare qu'il « apporte son savoir-faire et son expérience » au Game Workers Unite.

## Apparition dans les médias

### Critique du syndicat
En 2018, le président du SNJV Lévan Sardjevéladzé « s'étonnait » que les statuts précisent que le syndicat s'oppose à toute « organisation basée sur la propriété lucrative »,.
Selon Le Monde, « certains, notamment chez les dirigeants » qualifient le discours du syndicat de « paléomarxiste ».